# Lispocephala pectinata
Lispocephala pectinata este o specie de muște din genul Lispocephala, familia Muscidae. A fost descrisă pentru prima dată de Stein în anul 1900. Conform Catalogue of Life specia Lispocephala pectinata nu are subspecii cunoscute.